# Heller International Building
Het Heller International Building is een wolkenkrabber in Chicago, Verenigde Staten. Het gebouw staat op 500 West Monroe Street. De bouw van de kantoortoren begon in 1990 en werd in 1992 voltooid.

## Ontwerp
Het Heller International Building is 182,86 meter hoog en telt 45 verdiepingen. Het is door Skidmore, Owings and Merrill in postmoderne stijl ontworpen en heeft een granieten gevel. De totale oppervlakte bedraagt 147.436 vierkante meter. Het gebouw bevat naast kantoren ook een parkeergarage
Het gebouw eindigt met een torentje op de zuidoostelijke hoek van het gebouw. Deze toren is 's nacht met wit licht verlicht. Eén jaar na de oplevering, in 1993, won het gebouw de "Best Structure Award" van de Structural Engineers Association of Illinois.